# Conocara microlepis
Conocara microlepis är en fiskart som först beskrevs av Lloyd, 1909.  Conocara microlepis ingår i släktet Conocara och familjen Alepocephalidae. Inga underarter finns listade i Catalogue of Life.